# 15 septembre 1992
Le mardi 15 septembre 1992 est le 259e jour de l'année 1992.

## Naissances
- Annaelle Nyabeu Djapa, athlète française
- Bishop Sankey, joueur de football américain
- Camélia Jordana, chanteuse et actrice française
- Dicle Babat, joueuse de volley-ball turque
- Fredrik Gjesbakk, biathlète norvégien
- Hinikissia Albertine Ndikert, athlète tchadienne, spécialiste du sprint
- Jani Jeliazkov, joueur bulgare de volley-ball
- Jens Wallays, coureur cycliste belge
- Katherine Plouffe, joueuse de basket-ball canadienne
- Lisa Blamèble, athlète française
- Michelle Plouffe, joueur de basket-ball canadien
- Shiori Ogiso, chanteuse, idole japonaise du groupe de J-pop SKE48
- Sun Yanan, lutteuse chinoise
- Verona Verbakel, actrice belge

## Décès
- Michael Luciano (né le 2 mai 1909), monteur américain
- Pierre Sergent (né le 30 juin 1926), personnalité politique française
- Shubbo Shankar (né le 30 mars 1942), musicien indien

## Événements
- Création du centre nationaliste canarien
- Constitution de Djibouti
- Création de Gouvernement djiboutien
- Publication du livre Le Crépuscule du monde de l'écrivain américain Robert Jordan